# Benjamin Babati
Benjamin Babati (Zalaegerszeg, 29 novembre 1995) è un calciatore ungherese, attaccante del Csíkszereda.

## Carriera
Ha giocato nella prima divisione ungherese.